# Казе Гвидоти (Пиза)
Казе Гвидоти је насеље у Италији у округу Пиза, региону Тоскана.
Према процени из 2011. у насељу је живело 13 становника. Насеље се налази на надморској висини од 1 м.